# Gamlarætt
Gamlarætt és un port per a ferris situat al costat sud-oest de l'illa de Streymoy, a les illes Fèroe. Es troba entre els pobles de Velbastaður i Kirkjubøur. Ofereix serveis de ferri a les illes de Sandoy i Hestur. El port també s'utilitza per a les granges locals de salmó.

## Història
Fins al 1993 tot el trànsit de ferris de l'illa de Sandoy funcionava des de Tórshavn, en una ruta del nord a través del Skopunarfjørður fins a Skopun i Hestur, i una ruta del sud a través de Skúvoyarfjørður fins a Skálavík, Skúvoy i Sandur. Aquestes rutes comportaven des de Tórshavn un temps de travessa d'1 a 2 hores per als viatges sense escales, i de 2 a 3 hores amb escales. Davant d'aquests inconvenients, es va proposar la construcció d'un port per a ferris a l'extrem sud de l'illa de Streymoy, que reduiria el temps de travessa a 30 minuts per als trajectes cap a Sandoy i a 20 minuts els que anessin cap a Hestur. Aquest embarcador ja s'havia proposat anteriorment per a ser construït a Kirkjubøur el 1963 i el 1970, a causa de la seva proximitat a l'illa de Sandoy i les aigües relativament tranquil·les.

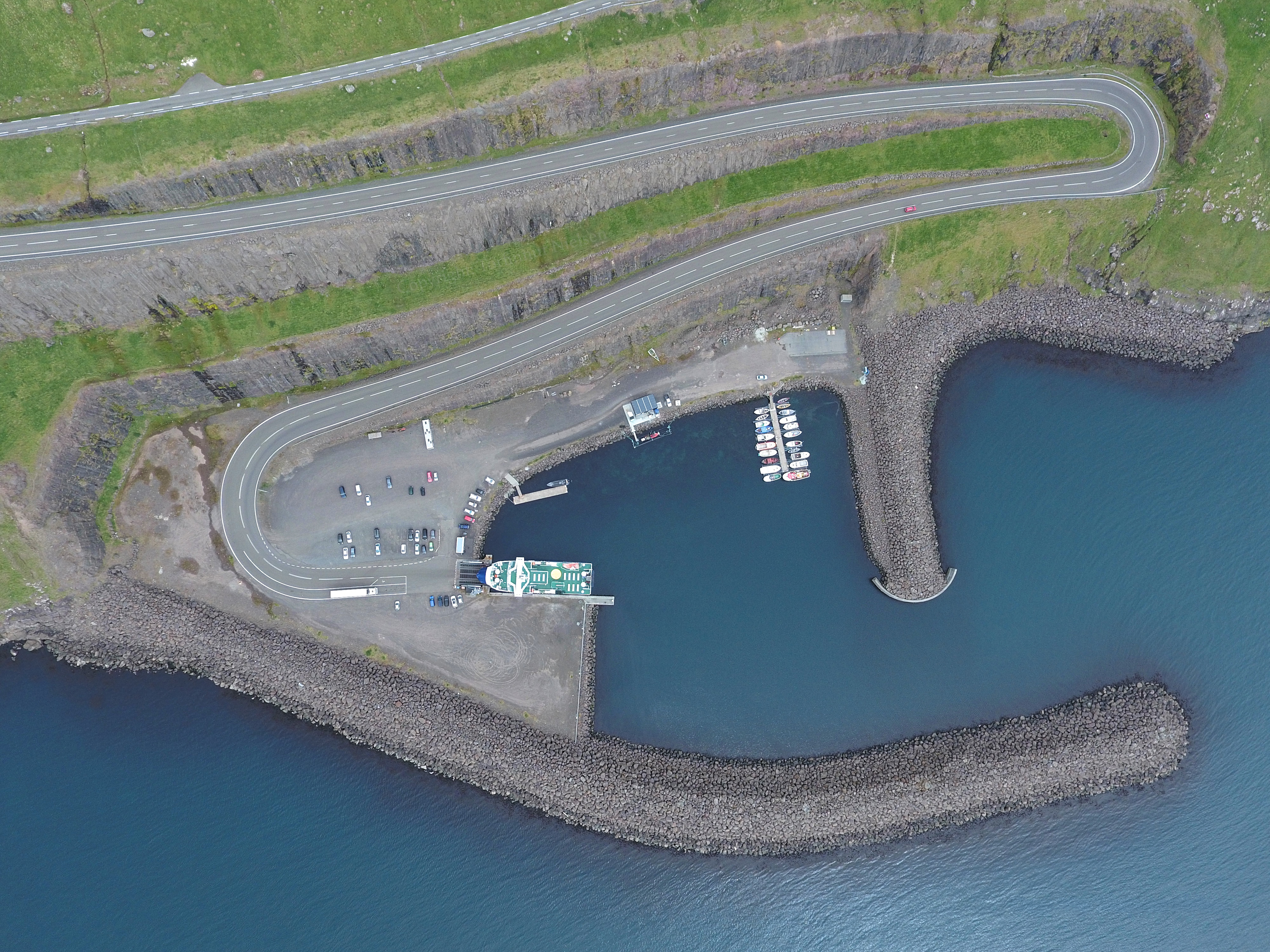
Vista del port.

La proposta per a la construcció d'un nou port per a ferris va reaparèixer el 1983, la qual tornava a situar la zona de Kirkjubøur com a la més idònia. Tanmateix, els habitants locals van argumentar que el port perjudicaria l'important caràcter històric de la localitat.Finalment, el Løgting va decidir el 1986 construir el port per a ferris al nord de Kirkjubøur, en un indret anomenat localment Gamlarætt ("la vella cleda" en feroès). Aquest lloc té una pendent escarpada amb forts trencants, que requeria l'ús extensiu d'esculleres. La construcció va començar el 1987, però es va suspendre el 1990 amb la crisi econòmica de les Fèroe. El govern feroès va haver d'aturar també d'altres projectes, com ara el del Vágatunnilin (que es va obrir finalment el 2002). Finalment es va obrir al públic el maig de 1993, quan l'antic ferri Tróndur va començar a utilitzar-lo, reduint els temps de travessa de Streymoy a Skopun d'1 hora i quart (2,5 hores via Hestur) a 30 minuts. Els serveis directes de ferri a altres pobles de Sandoy es van aturar. L'any 2001, el ferri Teistin, construït específicament, es va fer càrrec de la ruta i el Tróndur va ser donat de baixa.
El port de Gamlarætt consta de 540 metres d'escullera, que es va construir amb roques fragmentades extretes del propi penya-segat que porta fins al port. El cost total va ser d'aproximadament 130 milions de corones, que s'enfila fins als 300 milions si s'hi inclou la construcció dels ports a Skopun i Hestur i la nova carretera fins a Tórshavn.

## Accessibilitat

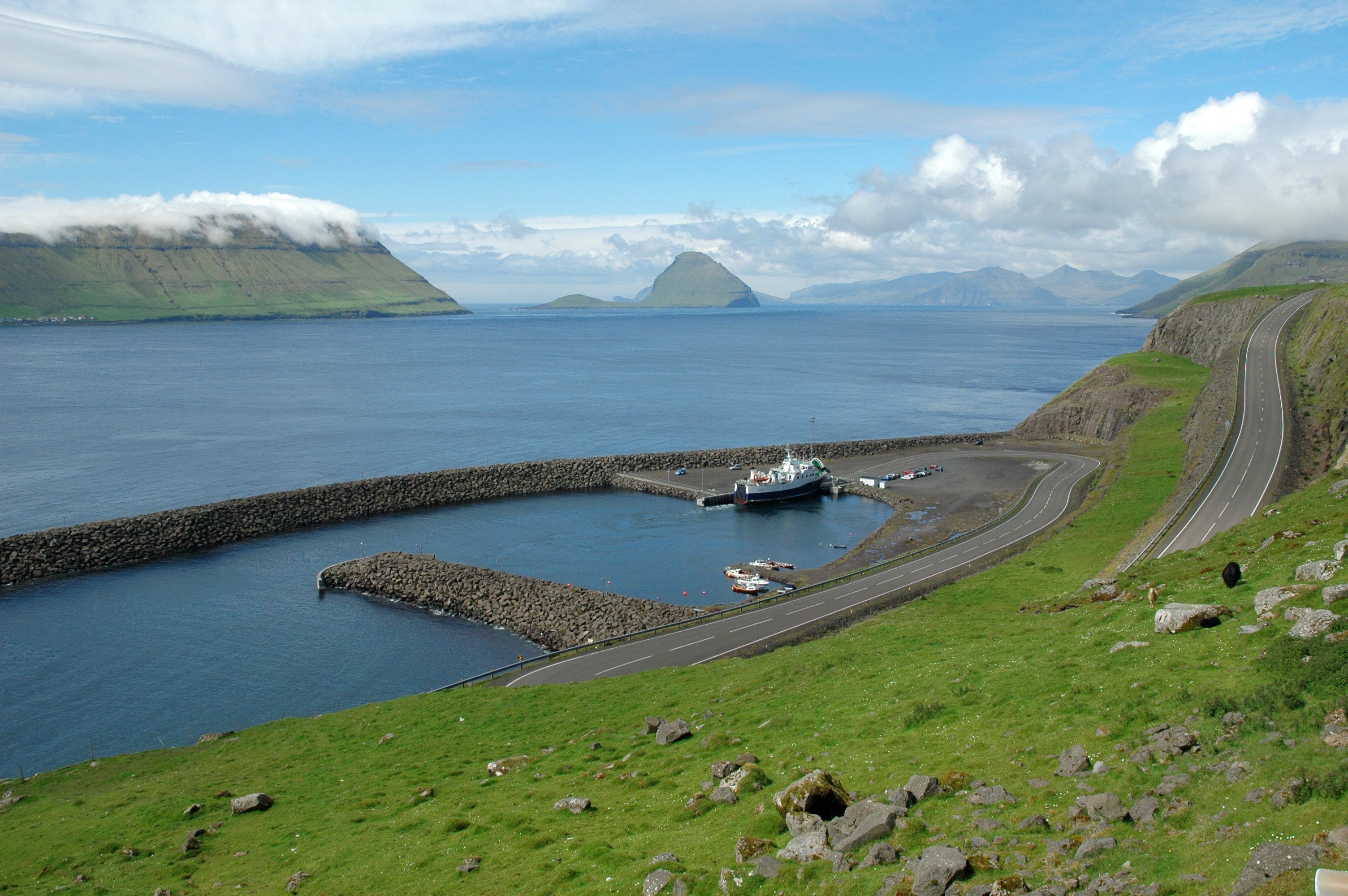
Entrada a port.

Des de Gamlarætt hi ha una carretera moderna que et deixa a Tórshavn en uns 15 minuts en cotxe. La línia de bus 101 de companyia pública de transport feroès Strandfaraskip Landsins cobreix la ruta des de Tórshavn complint amb les sortides vers Sandoy. Els autobusos no fan escala al poble de Velbastaður o Kirkjubøur, però poden parar a les cruïlles a petició.
Les rutes Bussleiðin locals 6 i 8 des de Tórshavn no s'aturen al port de Gamlarætt, encara que els passatgers poden pujar i baixar del bus a la cruïlla de Kirkjubøur, a uns 1,3 quilòmetres de distància.
Actualment s'està construint el Sandoyartunnilin des de Gamlarætt cap a Sandoy, i està previst que s'obri el 2023. La boca del túnel es troba just al costat del moll. Quan el túnel estigui operatiu substituirà el servei de ferris cap a Sandoy, tot i que mantindrà el servei cap a Hestur. Altres usos addicionals pel port, per exemple, serien turístics i recreatius.

## Rutes
La Strandfaraskip Landsins opera tres rutes de ferri des del port de Gamlarætt:
- Ruta 60 fins a Skopun, a l'illla de Sandoy (ferri Teistin)

- Ruta 61 fins a Hestur (ferri Teistin)

- Ruta 85 fins a Skopun, només càrrega (ferri Hasfjord).

No hi ha connexió amb ferri a l'illa deshabitada de Koltur.